# Маркос Сена
Маркос Антонио Сена да Силва (шп. Marcos Antônio Senna da Silva; 17. јул 1976 Сао Пауло) је бивши шпански фудбалер бразилског порекла.
Са Коринтијансом је освојио ФИФА клупско првенство света 2000.
Са репрезентацијом је освојио Европско првенство у фудбалу 2008.